# تولند (ماساچوست)
تولند، ماساچوست
تولند(به انگلیسی: Tolland) شهرکی در شهرستان همپدن ایالت ماساچوست می‌باشد که در سال ۱۸۱۰ بنیان‌گذاری شده‌است. این شهرک در سرشماری سال ۲۰۱۰ میلادی، ۴۸۵ نفر جمعیت داشته‌است.